# 100 meter bröstsim för herrar i simning vid olympiska sommarspelen 2012
Herrarnas 100 meter bröstsim vid olympiska sommarspelen 2012 avgjordes den 29 juli i London Aquatics Centre.

## Medaljörer
| Gren          | Guld                            | Guld       | Silver                        | Silver | Brons              | Brons |
| 100m bröstsim | Cameron van der Burgh Sydafrika | 58,46 0VR0 | Christian Sprenger Australien | 58,93  | Brendan Hansen USA | 59,49 |

## Resultat

### Heat
| Placering | Heat | Bana | Namn                   | Nationalitet          | Tid     | Noteringar |
| --------- | ---- | ---- | ---------------------- | --------------------- | ------- | ---------- |
| 1         | 6    | 3    | Christian Sprenger     | Australien            | 59,62   | Q          |
| 2         | 6    | 4    | Kosuke Kitajima        | Japan                 | 59,63   | Q          |
| 3         | 6    | 2    | Giedrius Titenis       | Litauen               | 59,68   | Q          |
| 4         | 4    | 6    | Dániel Gyurta          | Ungern                | 59,76   | Q, 0NR0    |
| 5         | 5    | 3    | Glenn Snyders          | Nya Zeeland           | 59,78   | Q, 0NR0    |
| 6         | 4    | 4    | Cameron van der Burgh  | Sydafrika             | 59,79   | Q          |
| 7         | 5    | 2    | Scott Dickens          | Kanada                | 59,85   | Q, 0NR0    |
| 8         | 6    | 5    | Ryo Tateishi           | Japan                 | 59,86   | Q          |
| 9         | 5    | 7    | Michael Jamieson       | Storbritannien        | 59,89   | Q          |
| 10        | 4    | 5    | Brendan Hansen         | USA                   | 59,93   | Q          |
| 11        | 5    | 6    | Eric Shanteau          | USA                   | 59,96   | Q          |
| 12        | 5    | 4    | Fabio Scozzoli         | Italien               | 59,99   | Q          |
| 13        | 4    | 2    | Craig Benson           | Storbritannien        | 1.00,04 | Q          |
| 14        | 4    | 3    | Brenton Rickard        | Australien            | 1.00,07 | Q          |
| 15        | 5    | 5    | Felipe França Silva    | Brasilien             | 1.00,38 | Q          |
| 16        | 6    | 6    | Felipe Lima            | Brasilien             | 1.00,57 | Q          |
| 17        | 3    | 4    | Giacomo Perez-Dortona  | Frankrike             | 1.00,59 |            |
| 18        | 5    | 1    | Damir Dugonjič         | Slovenien             | 1.00,77 |            |
| 19        | 6    | 1    | Christian vom Lehn     | Tyskland              | 1.00,78 |            |
| 20        | 4    | 7    | Lennart Stekelenburg   | Nederländerna         | 1.00,96 |            |
| 21        | 6    | 7    | Hendrik Feldwehr       | Tyskland              | 1.01,00 |            |
| 22        | 3    | 6    | Panagiotis Samilidis   | Grekland              | 1.01,20 |            |
| 23        | 4    | 1    | Valerij Dymo           | Ukraina               | 1.01,27 |            |
| =23       | 5    | 8    | Mattia Pesce           | Italien               | 1.01,27 |            |
| 25        | 3    | 1    | Carlos Almeida         | Portugal              | 1.01,40 |            |
| 26        | 2    | 3    | Laurent Carnol         | Luxemburg             | 1.01,46 |            |
| 27        | 6    | 8    | Roman Sludnov          | Ryssland              | 1.01,47 |            |
| 28        | 3    | 3    | Li Xiayan              | Kina                  | 1.01,55 |            |
| 29        | 3    | 8    | Martin Liivamägi       | Estland               | 1.01,57 |            |
| =29       | 4    | 8    | Barry Murphy           | Irland                | 1.01,57 |            |
| 31        | 2    | 6    | Čaba Silađi            | Serbien               | 1.01,95 |            |
| 32        | 3    | 2    | Dawid Szulich          | Polen                 | 1.02,07 |            |
| =32       | 3    | 5    | Imri Ganiel            | Israel                | 1.02,07 |            |
| 34        | 2    | 4    | Vladislav Poljakov     | Kazakstan             | 1.02,15 |            |
| 35        | 2    | 2    | Édgar Crespo           | Panama                | 1.02,18 |            |
| 36        | 2    | 5    | Jakob Jóhann Sveinsson | Island                | 1.02,65 |            |
| 37        | 2    | 1    | Malick Fall            | Senegal               | 1.02,93 |            |
| 38        | 3    | 7    | Dragoș Agache          | Rumänien              | 1.02,93 |            |
| 39        | 2    | 8    | Azad Al-Barazi         | Syrien                | 1.03,48 | 0NR0       |
| 40        | 2    | 7    | Dănilă Artiomov        | Moldavien             | 1.03,57 |            |
| 41        | 1    | 4    | Amini Fonua            | Tonga                 | 1.03,65 |            |
| 42        | 1    | 3    | Mubarak Al-Besher      | Förenade Arabemiraten | 1.05,26 |            |
| 43        | 1    | 5    | Diguan Pigot           | Surinam               | 1.05,55 |            |
| 44        | 1    | 6    | Wael Koubrousli        | Libanon               | 1.07,06 |            |

### Semifinaler

#### Semifinal 1
| Placering | Bana | Namn                  | Nationalitet | Tid     | Noteringar |
| --------- | ---- | --------------------- | ------------ | ------- | ---------- |
| 1         | 3    | Cameron van der Burgh | Sydafrika    | 58.83   | Q, 0OR0    |
| 2         | 7    | Fabio Scozzoli        | Italien      | 59,44   | Q          |
| 3         | 1    | Brenton Rickard       | Australien   | 59,50   | Q          |
| 4         | 4    | Kosuke Kitajima       | Japan        | 59,69   | Q          |
| 5         | 5    | Dániel Gyurta         | Ungern       | 59,74   | Q, 0NR0    |
| 6         | 2    | Brendan Hansen        | USA          | 59,78   | Q          |
| 7         | 6    | Ryo Tateishi          | Japan        | 59,93   |            |
| 8         | 8    | Felipe Lima           | Brasilien    | 1.00,08 |            |

#### Semifinal 2
| Placering | Bana | Namn                | Nationalitet   | Tid     | Noteringar |
| --------- | ---- | ------------------- | -------------- | ------- | ---------- |
| 1         | 4    | Christian Sprenger  | Australien     | 59,61   | Q          |
| 2         | 5    | Giedrius Titenis    | Litauen        | 59,66   | Q          |
| 3         | 2    | Michael Jamieson    | Storbritannien | 59,89   |            |
| 4         | 7    | Eric Shanteau       | USA            | 59,96   |            |
| 5         | 8    | Felipe França Silva | Brasilien      | 1.00,01 |            |
| 6         | 1    | Craig Benson        | Storbritannien | 1.00,13 |            |
| 7         | 3    | Glenn Snyders       | Nya Zeeland    | 1.00,15 |            |
| 8         | 6    | Scott Dickens       | Kanada         | 1.00,16 |            |

### Final
| Placering | Bana | Namn                  | Nationalitet | Tid     | Noteringar |
| --------- | ---- | --------------------- | ------------ | ------- | ---------- |
| 1         | 4    | Cameron van der Burgh | Sydafrika    | 58,46   | 0VR0       |
| 2         | 6    | Christian Sprenger    | Australien   | 58,93   |            |
| 3         | 8    | Brendan Hansen        | USA          | 59,49   |            |
| 4         | 1    | Dániel Gyurta         | Ungern       | 59,53   | 0NR0       |
| 5         | 7    | Kosuke Kitajima       | Japan        | 59,79   |            |
| 6         | 3    | Brenton Rickard       | Australien   | 59,87   |            |
| 7         | 5    | Fabio Scozzoli        | Italien      | 59,97   |            |
| 8         | 2    | Giedrius Titenis      | Litauen      | 1.00,84 |            |